# Within the Law (film fra 1917)
Within the Law er en amerikansk stumfilm fra 1917 af William P.S. Earle.

## Medvirkende
- Alice Joyce som Mary Turner
- Harry T. Morey som Joe Garson
- Adele DeGarde som Aggie Lynch
- Anders Randolf som Mr. Gilder
- Walter McGrail som Dick Gilder